# Amegilla calceifera
Amegilla calceifera är en biart som först beskrevs av Cockerell 1911.  Amegilla calceifera ingår i släktet Amegilla och familjen långtungebin. Inga underarter finns listade i Catalogue of Life.